# Spherillo hasegawai
Spherillo hasegawai är en kräftdjursart som beskrevs av Nunomura1991. Spherillo hasegawai ingår i släktet Spherillo och familjen Armadillidae. Inga underarter finns listade i Catalogue of Life.